# Луїза Гессен-Кассельська
Луїза Гессен-Кассельська (нім. Louise von Hessen-Kassel), повне ім'я Луїза Вільгельміна Фредеріка Кароліна Августа Юлія Гессен-Кассельська (нім. Luise Wilhelmine Friederike Caroline Auguste Julie von Hessen-Kassel; 7 вересня 1817 — 29 вересня 1898) — королева-консорт Данії з 1863 по 1898 рік, дружина короля Кристіана IX, дочка принца Гессен-Кассельського Вільгельма та данської принцеси Луїзи Шарлотти.

## Біографія
Народилась 7 вересня 1817 року у Касселі, третьою дочкою в сім'ї принца Гессен-Кассельського Вільгельма та Луїзи Шарлотти. Мала старших сестер Кароліну Фредеріку та Марію Луїзу, молодших брата Фрідріха Вільгельма та сестер Августу Софію і Софію Вільгельміну (прожила лише рік).
У 1839 році королем Данії став дьдько Луїзи, Крістіан VIII, тож вона разом із братом і сестрами досить наблизилася в порядку наслідування данського престолу.
26 травня 1842 року 24-річна принцеса Луїза одружилася з принцом Кристіаном Шлезвіг-Гольштейн-Зондербурзьким у Копенгагені в палаці Амалієнборг. У шлюбі народила шістьох дітей.
Шлюб був щасливим. Протягом років боротьби за корону Луїза та Крістіан дуже прив'язалися. Принцеса стала вірною супутницею чоловіка, а він покладався на її розум, судження та душевну силу більше, ніж на власні.
У 1852 році чоловіка Луїзи обрали кронпринцем Данії, а у 1863 році він вступив на престол під іменем Крістіана IX після смерті бездітного Фредеріка VII. Луїза стала королевою-консортом Данії.
Королева жила ізольовано від людей і не прагнула визнання. Вона віддавала перевагу політиці укріплення родини та доклала багато зусиль до організації династичних шлюбів своїх дітей. Блискучі результати її справи надали данській династії міжнародний статус. Її щорічні зібрання всієї сім'ї у палацах Бернсдорфф або Фреденсборг стали популярним символом родинного життя.
Луїза була активною патронесою великої кількості благодійних організацій ще відтоді, як стала кронпринцесою. У 1862 році вона заснувала Louisestiftelsen, заклад, де дівчат-сиріт виховували як майбутніх служниць. Вона цікавилася музикою та живописом, була меценаткою багатьох художників. Деякі з її власних картин експонувалися або стали подарунками представникам інших династій.
В останні роки життя втратила слух. Дві медсестри допомагали їй в повсякденних потребах.
Померла королева Луїза 29 вересня 1898 року в 81-річному віці. Похована в Роскілльському соборі.

## Родина

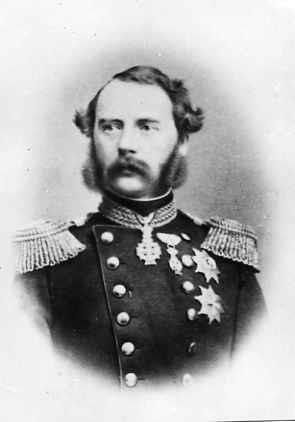
Кристіан IX

Чоловік — Кристіан IX, король Данії
Діти:
- Фредерік (1843—1912) — наступний король Данії, одружений із Луїзою Шведською, мав восьмеро дітей;
- Олександра (1844—1925) — одружена з королем Великої Британії Едуардом VII, народила шістьох дітей;
- Георг (1845—1913) — король незалежної Греції, одружений із російською великою княжною Ольгою Костянтинівною, мав восьмеро дітей;
- Дагмара (1847—1928) — одружена із імператором Росії Олександром III, народила шістьох дітей;
- Тіра (1853—1933) — одружена із кронпринцем Ганноверу Ернстом Августом II, народила шістьох дітей;
- Вальдемар (1858—1939) — принц Данії, одружений із Марією Орлеанською, мав п'ятьох дітей.

## Галерея

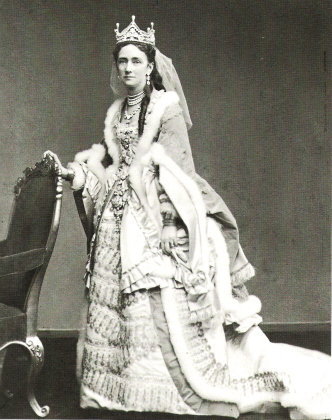
Луїза у 1860-х
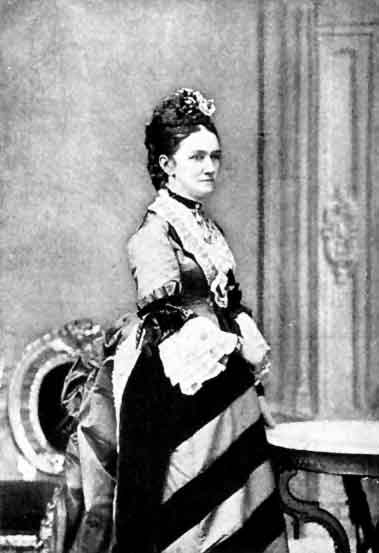
Луїза у 1878
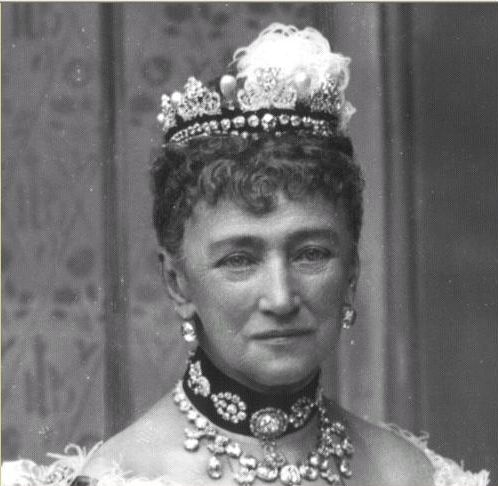
Луїза у 1893
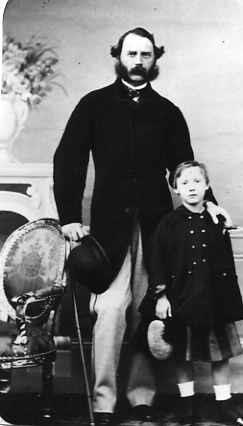
Чоловік із молодшим сином до 1865
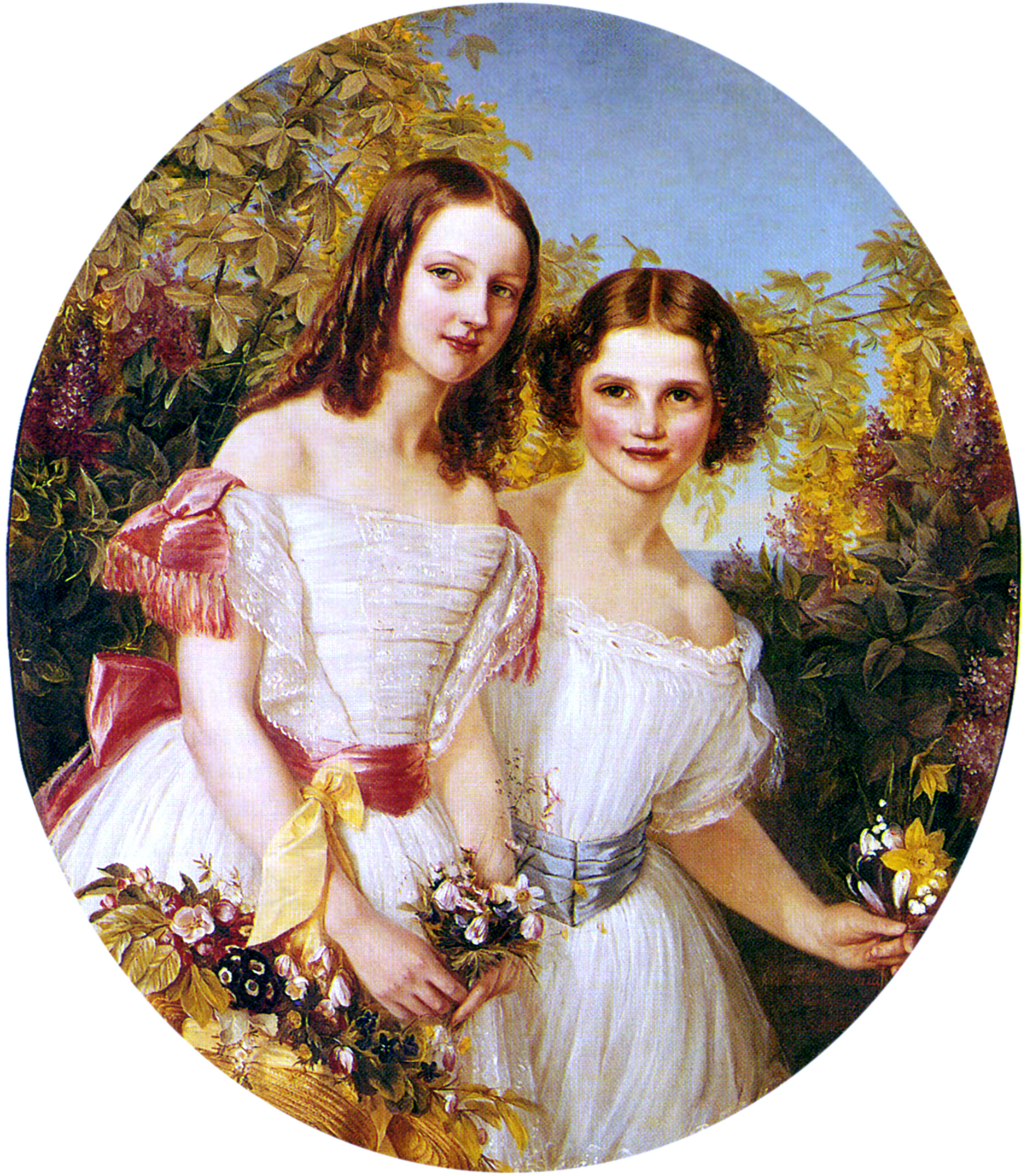
Доньки Олександра та Дагмара у 1856
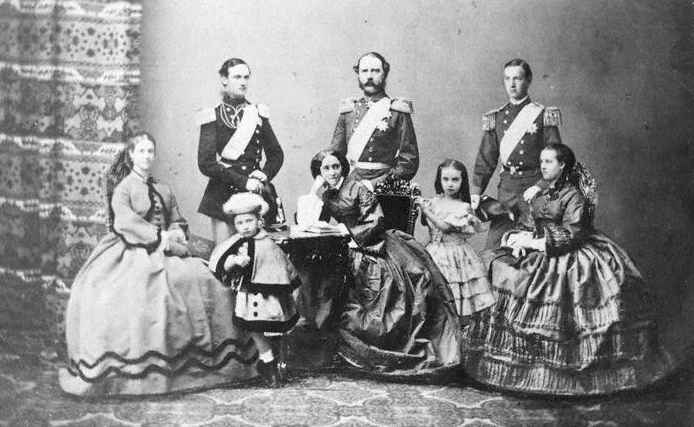
Із чоловіком та дітьми у 1862
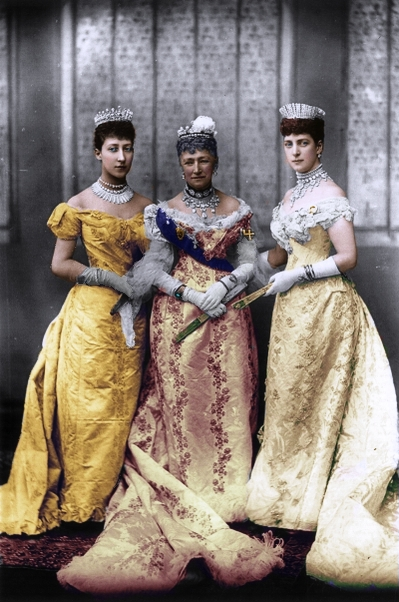
Із донькою Олександрою та онукою Луїзою у 1893
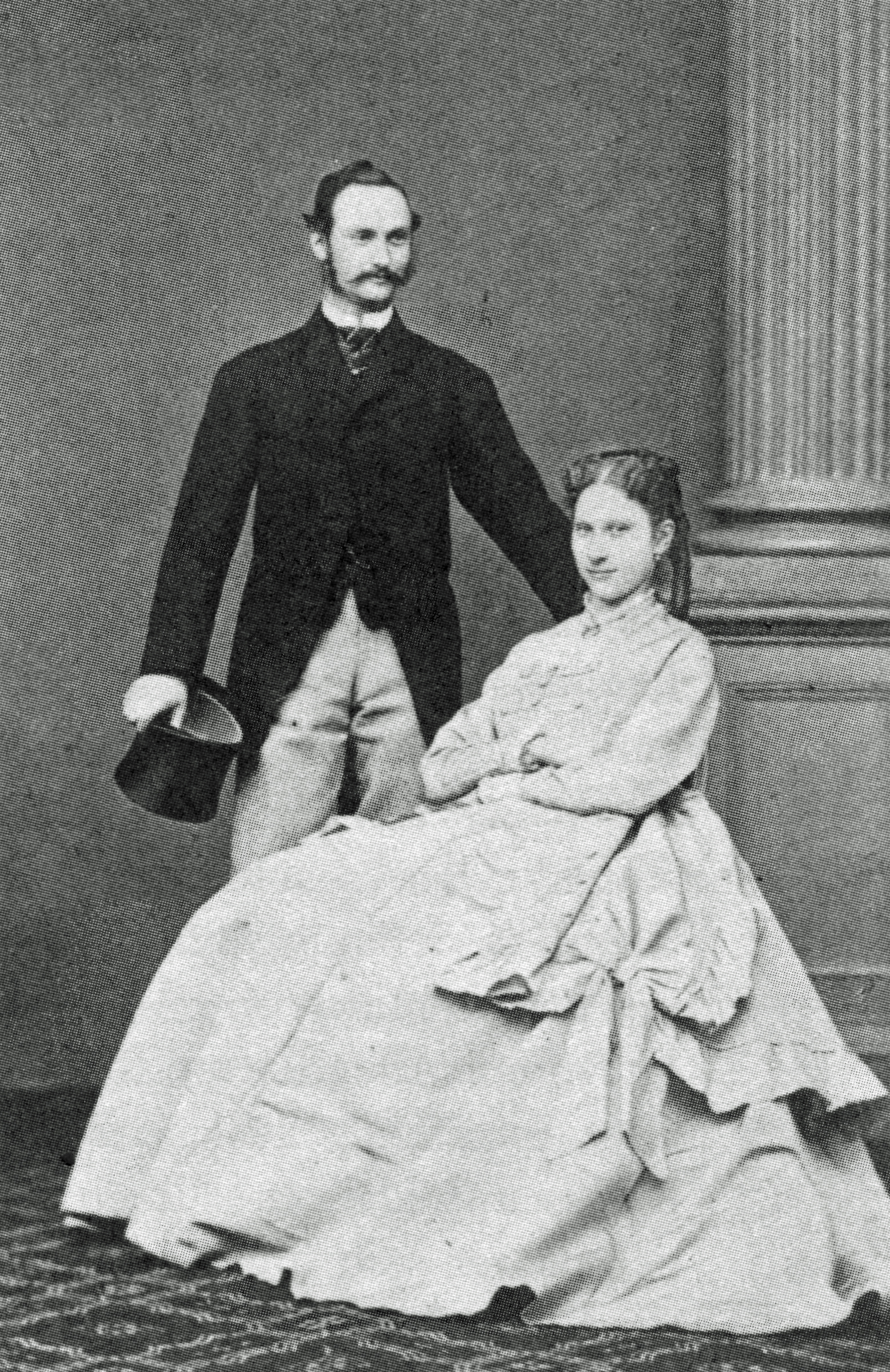
Син Фредерік із дружиною
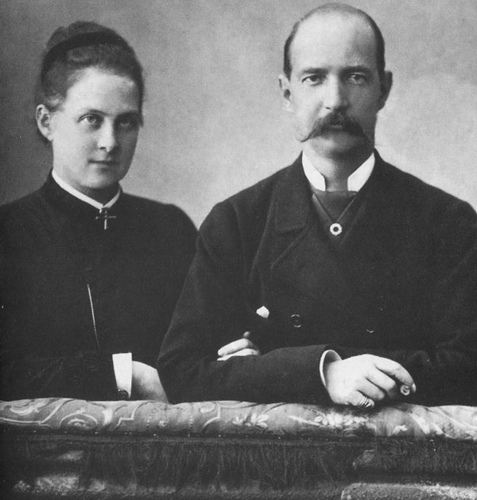
Син Георг із дружиною
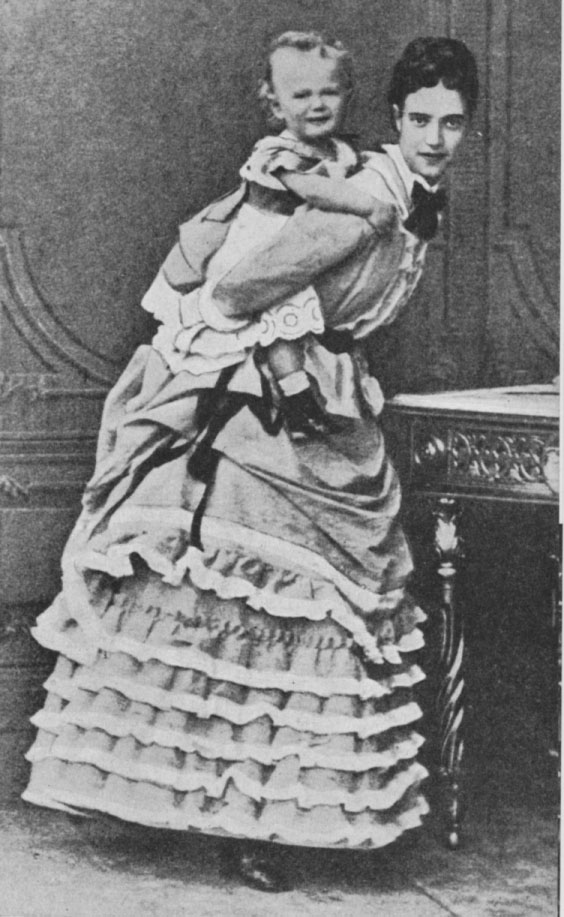
Донька Дагмара із онуком Миколою
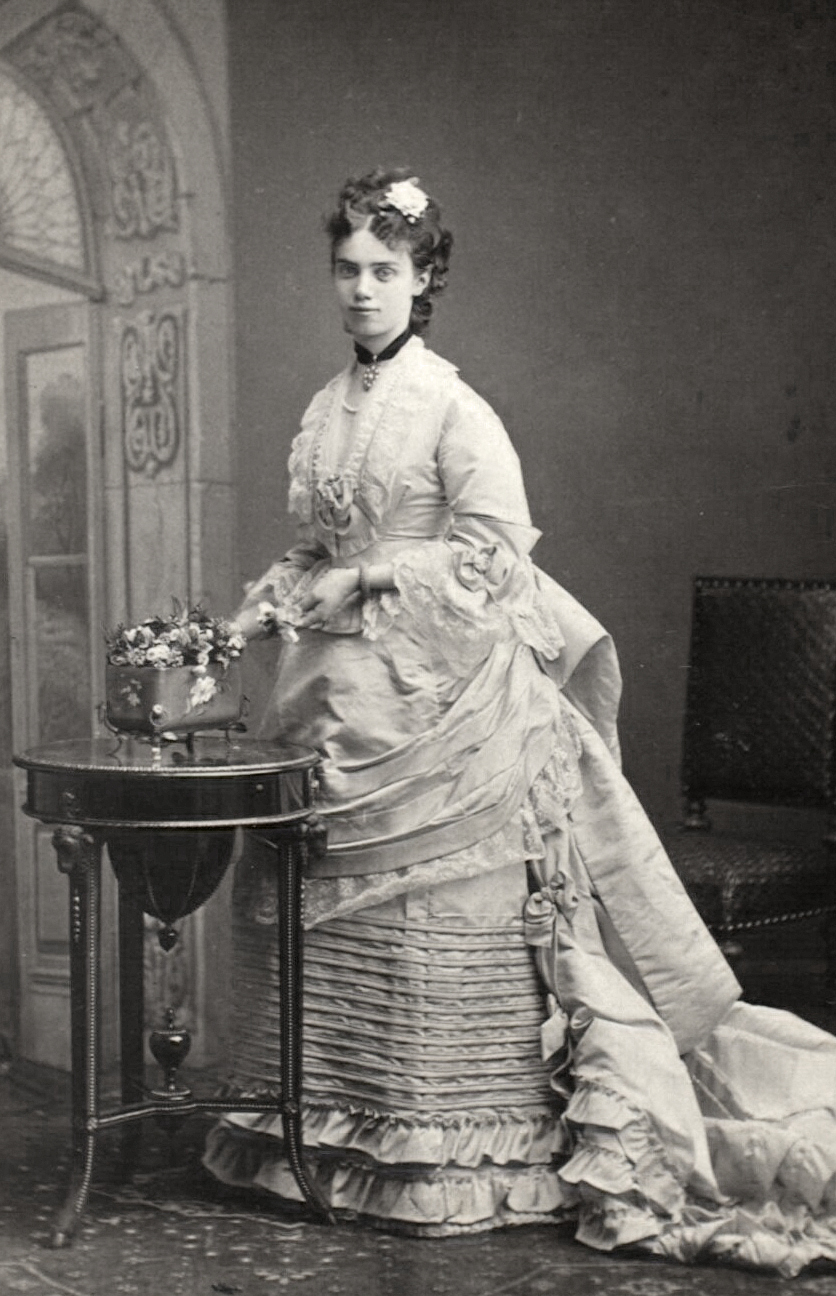
Донька Тіра у 1871
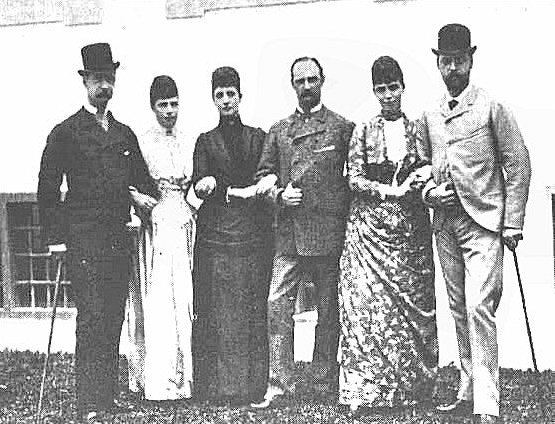
Діти у 1882